# نظام البيانات الكوكبية

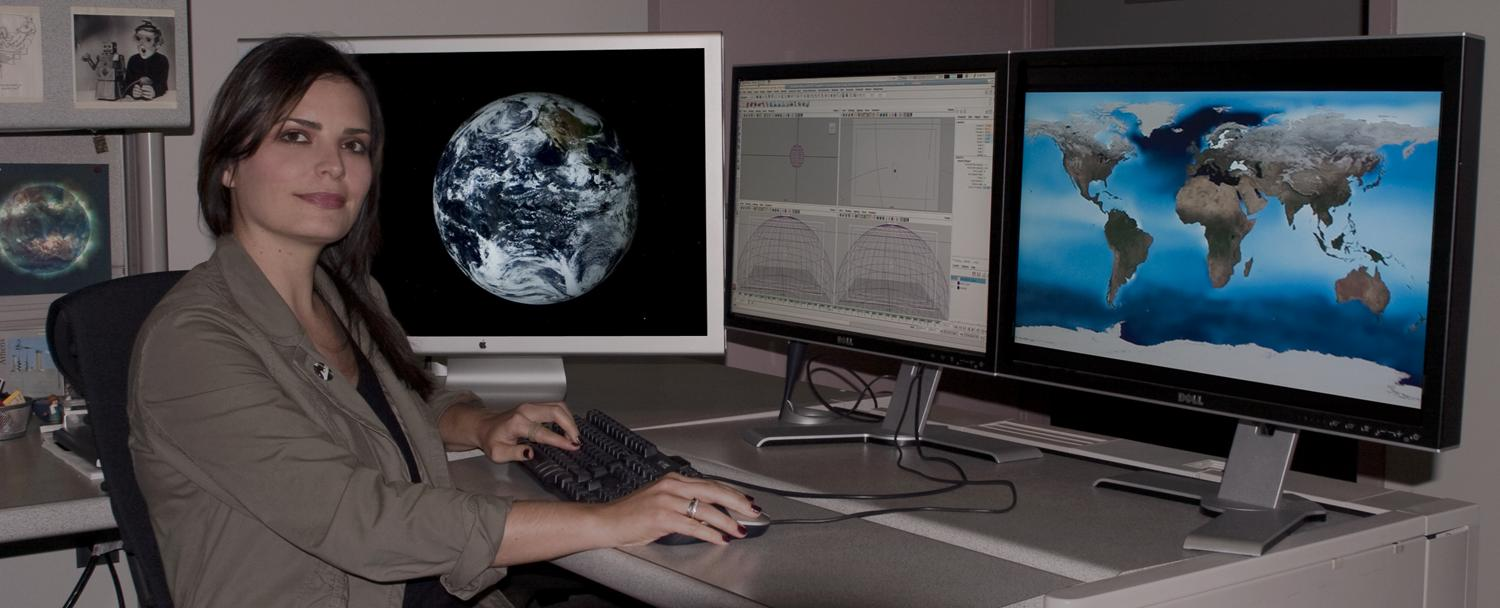

نظام البيانات الكوكبية Planetary Data System (PDS) هو نظام البيانات المنشورة الذي تستخدمة وكالة ناسا لأرشفة البيانات التي تم جمعها من قبل البعثات الروبوتية إلى النظام الشمسي وبيانات الدعم الأرضية المرتبطة بتلك البعثات. تتم إدارة PDS من قبل شعبة علوم الكواكب بمقر ناسا، وهو أرشيف نشط وموثق جيدا ومتاح لمجتمع البحث، الأرشيف والبيانات محفوظة ضمن معايير عالية الجودة التي وضعها نظام البيانات الكوكبية.ينقسم نظام البيانات الكوكبية ينقسم إلى عدد من العلوم المتخصصة منسقة بشكل فردي من قبل علماء الكواكب.
يقوم مكتب خدمات بيانات استكشاف النظام الشمسي في مركز غودارد لرحلات الفضاء بمعالجة وأدارة مشاريع نظام البيانات الكوكبية.
والهدف الرئيسي من ذلك هو الحفاظ على أرشيف بيانات الكواكب التي من شأنها أن تصمد أمام اختبار الزمن لتمكين علماء الأجيال القادمة من الوصول إليها، وفهما واستخدام البيانات الموجودة مسبقا عن الكواكب
و يحاول نظام البيانات الكوكبية ضمان توافق الأرشيف من خلال الالتزام بمعايير صارمة فيما يتعلق بوسائط التخزين، وطريقة الأرشفة، والوثائق المطلوبة.